# جون ماكنتاير
جون ماكنتاير (بالإنجليزية: John McIntyre)‏ هو مجدف أمريكي، ولد في 3 سبتمبر 1928 في فيلادلفيا في الولايات المتحدة.

## وصلات خارجية
- جون ماكنتاير على موقع الاتحاد الدولي للتجديف (الإنجليزية)
- جون ماكنتاير على موقع أوليمبيديا (الإنجليزية)